# 阿依库勒乡
阿依库勒乡，是中华人民共和国新疆维吾尔自治区喀什地区泽普县下辖的一个乡镇级行政单位。

## 行政区划
阿依库勒乡下辖以下地区：
艾科尔包括十四个村庄
下乌其托玛村、皮羌其村、库塔依村、帕合特其村、乌鲁克明村、夏依旦村、下翁热特村、塔勒克其村、上翁热特村、阿合塔其村、奎依巴格村、上库勒干村、阿依库勒村和乌其托玛村。